# Alexis Ohanian
Alexis Kerry Ohanian (født 24. april 1983) er en amerikansk iværksætter og investor, der er bedst kendt som en af to medstiftere af internetportalen Reddit. Derudover har han været med til at stifte bl.a. venturekapital virksomheden Initialized Capital, samt rejsehjemmesiden Hipmunk.

## Privatliv
Den 29. december 2016 blev Ohanian forlovet med tennisspiller Serena Williams.